# U-225
U-225 — средняя немецкая подводная лодка типа VIIC времён Второй мировой войны.

## История
Заказ на постройку субмарины был отдан 15 августа 1940 года. Лодка была заложена 3 сентября 1941 года на верфи «Германиаверфт» в Киле под строительным номером 655, спущена на воду 28 мая 1942 года. Лодка вошла в строй 11 июля 1942 года под командованием оберлейтенанта Вольфганга Леймкюлера.

### Флотилии
- 11 июля 1942 года — 31 декабря 1942 года — 5-я флотилия (учебная)
- 1 января 1943 года — 15 февраля 1943 года — 1-я флотилия

### История службы
Лодка совершила 2 боевых похода. Потопила одно судно водоизмещением 5.273 брт.4 ships Повреждена суммарным водоизмещением 24 672 брт. Потоплена 15 февраля 1943 года в Северной атлантике, в районе с координатами 55°45′ с. ш. 31°09′ з. д. глубинными бомбами с самолёта типа «Либерейтор». 46 погибших (весь экипаж).
До мая 1987 года считалось, что U-225 была потоплена 21 февраля 1943 года в Северной атлантике, в районе с координатами 51°25′ с. ш. 27°28′ з. д. глубинными бомбами с корабля береговой охраны США USS John C. Spencer.
На самом деле это была атака против U-604, сумевшей уйти неповреждённой.

### Волчьи стаи
U-225 входила в состав следующих «волчьих стай»:
- Spitz 24 — 31 декабря 1942